# Ulica Chocimska w Warszawie

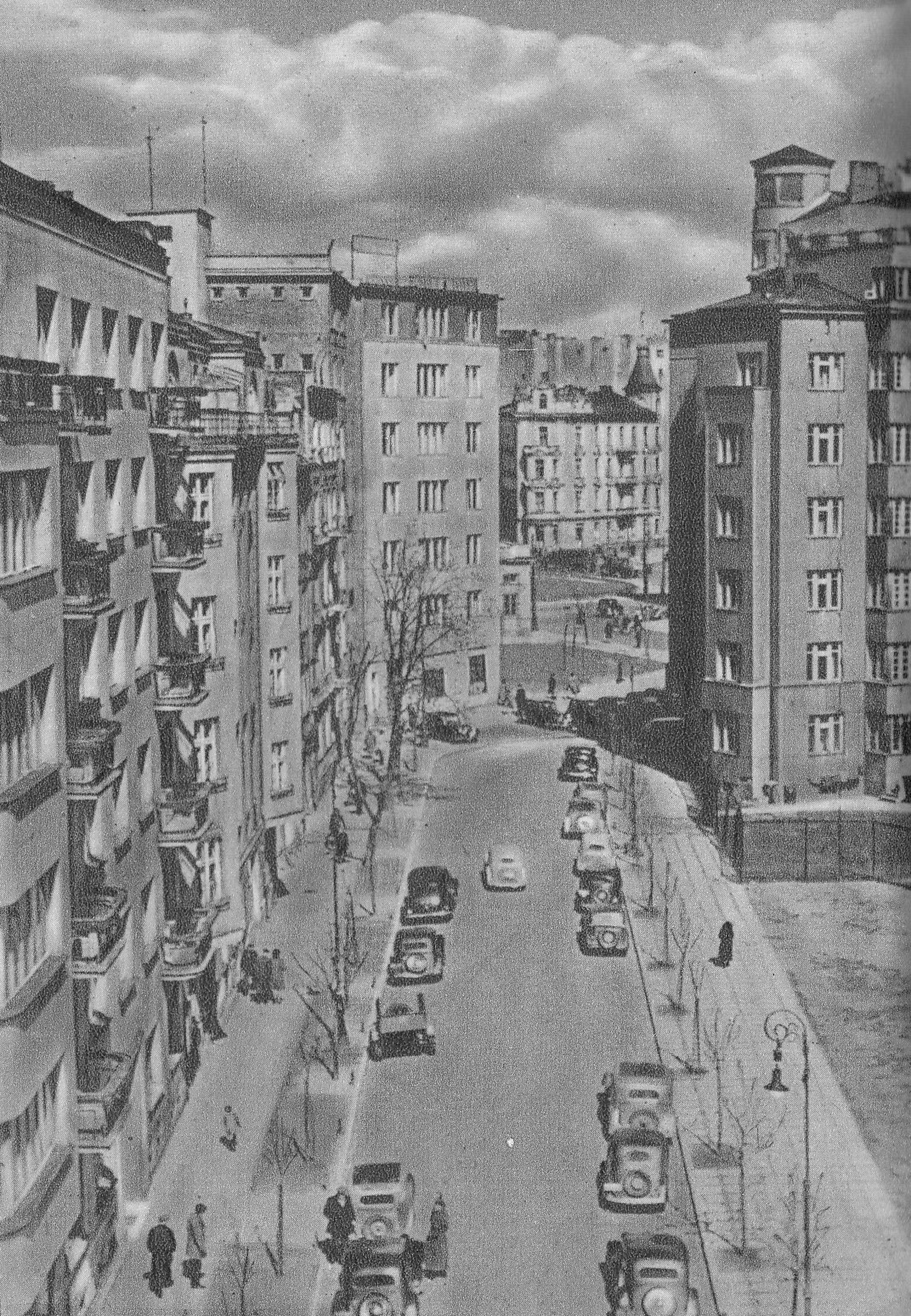
Północny odcinek ulicy pod koniec lat 40. XX wieku

Ulica Chocimska – ulica w warszawskiej dzielnicy Mokotów.

## Historia
Ulica, biegnąca pierwotnie od placu Unii Lubelskiej, powstała około 1820 jako droga podwalna, związana z przebiegającymi w jej pobliżu okopami Lubomirskiego. Około 1875 wał ziemny został rozrzucony, zaś dawną uliczkę podwalną wytyczono na nowo jako ulicę zwaną Langerowską, od nazwiska jednego z okolicznych właścicieli ziemskich – kolonii Langerówka.
Większość parceli po nieparzystej stronie ulicy należała do osiedla Murowanka, zaś sama ulica Langerowska nie dochodziła do placu Unii Lubelskiej – odgradzał ją od niego pawilon rogatki Mokotowskiej, wzniesiony w 1816.
Od 1892 przy ulicy znajdował się dworzec, a jej fragmentem biegły tory kolejki wilanowskiej; w tym okresie powstały też pierwsze zabudowania przy ulicy. Były nimi zakłady przemysłowe: fabryka broni Zeiglera oraz odlewnia metali Gwiździńskiego działająca przed 1914.
Około 1908 przy okazji poszerzania granic Warszawy ulica została wydłużona aż do ul. Humańskiej; spowodowało to ożywienie ruchu budowlanego na podmiejskim odcinku ulicy, gdzie parcele były znacznie tańsze niż w mieście.
Od 1911 przy Langnerowskiej powstało kilka utylitarnych kamienic czynszowych dochodzących wysokością do sześciu kondygnacji; po 1916 cała ulica została włączona do Warszawy. W 1921 nazwę ulicy zmieniono na Chocimską.
Kolejne ożywienie ruchu budowlanego przypadło na lata dwudzieste XX wieku. Ok. 1925 Chocimską wydłużono do ul. Willowej. W tym okresie powstało kilka budynków zaprojektowanych przez znanych architektów. Nieistniejącą dziś kamienicę pod nr 25 zaprojektowali Zygmunt Zyberk-Plater i Juliusz Żórawski, Fabrykę Kakao, Czekolady i Cukierków Jana Fruzińskiego wzniósł Czesław Przybylski, zaś kamienicę Z. Nissona pod nr. 31 – Henryk Stifelman. W 1925 powstał dom Stowarzyszenia Filistrów Welecja pod nr. 4 autorstwa Karola Jankowskiego i Franciszka Lilpopa, zaś nieco wcześniej, bo w 1922 pod nr. 24 powstało kolejne dzieło Czesława Przybylskiego – gmach mieszczący Państwowy Zakład Higieny.
W kamienicy pod nr 35 mieszkali m.in. Witold Rowicki, Witold Gombrowicz oraz Władysław Tatarkiewicz, o czym przypominają umieszczone na budynku tablice pamiątkowe.
W czasie okupacji ulica znalazła się w tzw. dzielnicy niemieckiej i była w znacznym stopniu zamieszkana przez Niemców. 26 kwietnia 1944  oddział specjalny Kedywu Komendy Głównej AK „Pegaz” pod dowództwem Jerzego Zapadki ps. Mirski dokonał tam udanego zamachu na pułkownika Schutzpolizei Erwina Gressera.
Podczas wojny zabudowa w znacznej części ocalała. Zniszczeniu uległa zabudowa pomiędzy ul. Olszewską a ul. Skolimowską. Od 1945 roku w kamienicy przy ul. Chocimskiej 33 mieściło się Biuro Odbudowy Stolicy. 
W okresie powojennym rozebrano kilka budynków, mimo nierzadko niezłego stanu zachowania. Przekształcono również końcowy odcinek ulicy, odginając go od placu Unii Lubelskiej do ul. Klonowej, zaś po 1955 przeprowadzono nową ul. Goworka. Po tym okresie dokonano licznych zmian w wyglądzie zabudowań Chocimskiej, częściowo przez wyburzenia, częściowo – przebudowy.

## Ważniejsze obiekty
- Instytut Hematologii i Transfuzjologii
- Biuro Rzecznika Praw Dziecka
- Zarząd Główny Ligi Obrony Kraju
- Główna Biblioteka Lekarska
- Pomnik Tarasa Szewczenki